# 广通县
广通县，中国旧县名。
夷名为路睒，杂蛮居之。南诏阁罗凤曾置路睒县。元宪宗七年（1257年），高长寿内附，立路睒千户。至元十二年（1275年），改为广通县，隶南安州。明朝洪武十五年（1382年）因之，后改属楚雄府。清时，仍属楚雄府。1913年，与定远县分置盐兴县。1950年起，属楚雄专区。1957年起，属楚雄彝族自治州。1958年，盐兴县并入。1960年，撤消广通县，并入禄丰县。